# Robert Erlacher
Robert Erlacher (* 16. September 1963 in Kolfuschg; auch: Roberto) ist ein ehemaliger italienischer Skirennläufer.

## Biografie
Am stärksten war er im Riesenslalom, in dem er am 8. Dezember 1984 sein einziges Weltcup-Rennen (Puy-Saint-Vincent) gewann. In dieser Disziplin errang er auch den Titel des italienischen Meisters 1985 und sechs weitere Weltcup-Podestplätze, deren weitere zwei im Super-G. Im Disziplinenweltcup wurde er dadurch dreimal Vierter: 1985 und 1986 im Riesenslalom, 1987 im Super-G.
Bei den Olympischen Winterspielen 1984 in Sarajevo erreichte Erlacher im Riesenslalom den zwölften Platz. Zweimal nahm er an Weltmeisterschaften teil. Bei seinen Heim-Weltmeisterschaften 1985 in Bormio wurde er Sechster im Riesenslalom und Zehnter in der Kombination. Ein weiterer sechster Platz, diesmal im Super-G, sowie ein elfter Platz im Riesenslalom folgten bei den Weltmeisterschaften 1987 in Crans-Montana.